# Hugo Montgomery
Hugo Josias Carl Montgomery, född 6 januari 1932, död 26 oktober 2023, var en svensk klassisk filolog, som varit verksam i Norge. Han var bosatt i Gnesta.

## Biografi
Montgomery var son till Robert Montgomery (1894–1975) och friherrinnan Ingegerd Leuhusen (1903–1996).
Montgomery studerade vid Uppsala universitet, där han 1958 blev assistent. Från 1960 var han stipendiat och arbetade med sin doktorsavhandling, på vilken han 1965 disputerade.
Efter promotionen arbetade han först som universitetslektor, från 1967 som docent (motsvarar biträdande professor i Sverige) i antikens historia vid universitetet i Bergen, tills han 1987 blev professor i klassisk filologi vid universitetet i Oslo. Han var ledamot av Norske Vitenskaps-Akademi och Nathan Söderblom-Sällskapet.
Han var gift med Ingun Montgomery, professor i kyrkohistoria, först vid Uppsala universitet, därefter vid universitetet i Oslo och dotter till professorn och statsrådet Karl Gustaf Westman.